# Bossard Arena
La Bossard Arena est une patinoire couverte située à Zoug, en Suisse.
Inaugurée en septembre 2010, l'aréna remplace la vétuste patinoire du Herti. Elle est le domicile du club de hockey sur glace de la ville, l'EV Zoug.

## Événements
Les 3 octobre 2011, le EV Zoug dispute un match de gala contre les Rangers de New York. Contre toute attente, le club local bat largement l'équipe américaine de la LNH sur le score de 8-4.

## Sources
- (de) Cet article est partiellement ou en totalité issu de l’article de Wikipédia en allemand intitulé « Bossard Arena » (voir la liste des auteurs).

- (it) Cet article est partiellement ou en totalité issu de l’article de Wikipédia en italien intitulé « Bossard Arena » (voir la liste des auteurs).